# Trichoderes cylindroidus
Trichoderes cylindroidus là một loài bọ cánh cứng trong họ Cerambycidae.